# Dolly Wells

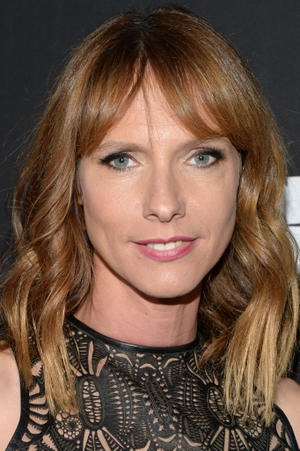
Dolly Wells, 2023

Dorothy Perpetua „Dolly“ Wells (* 5. Dezember 1971 in London-Merton als Dorothy Perpetua Gatacre) ist eine britische Schauspielerin.

## Leben und Karriere
Dolly Wells ist die Tochter des Schauspielers und Satirikers John Wells und von Teresa Chancellor, der Tochter des langjährigen Reuters-Geschäftsführers Sir Christopher Chancellor (1904–1989). Ihre Cousine ist die Schauspielerin Anna Chancellor. Als junge Frau arbeitete Wells neben der Schauspielerei auch als Buchredakteurin beim Evening Standard.
Wells war bereits Ende der 1990er-Jahre in ersten Film- und Fernsehauftritten zu sehen, allerdings fielen ihre Rollen lange eher unbedeutend aus. In Bridget Jones – Schokolade zum Frühstück (2001) und der Fortsetzung Bridget Jones’ Baby (2016) spielte sie in einer kleineren Nebenrolle Bridgets Freundin Woney. Von 2006 bis 2008 parodierte sie in 12 Folgen der Comedyserie Star Stories verschiedene Berühmtheiten wie Cameron Diaz, Nicole Kidman und Prinzessin Diana. Anschließend erhielt Wells weitere feste Rollen in britischen Serien, die es nicht in den deutschen Sprachraum schafften. Sie fungierte als Hauptdarstellerin und Mitautorin der Sitcom Doll & Em (2013–2015), in der sie und Emily Mortimer zwei beste Freundinnen verkörperten.
Seit Mitte der 2010er-Jahre wirkte Wells vermehrt an Kinofilmen mit, sowohl in Arthouse-Produktionen (45 Years, Can You Ever Forgive Me?) als auch in Unterhaltungsfilmen (Stolz und Vorurteil und Zombies, Liebe zu Besuch). Ihre Hauptrolle als Nonne Agatha Van Helsing in der Netflix-Horrorserie Dracula brachte ihr 2020 viel Kritikerlob ein. The Times bescheinigte ihr daraufhin in einem Artikel, erst jetzt im mittleren Alter berühmt geworden zu sein. Wells selbst äußerte, dass ihr Agent ihr als 23-Jährige prophezeit habe, dass sie erst relativ spät gute Rollen bekommen werde, auf der anderen Seite müsse sie als Charakterdarstellerin aber keine Angst vorm Altern haben.
Mit der Tragikomödie Good Posture, für die sie auch das Drehbuch schrieb, gab Wells im Jahr 2019 ihren Einstand als Filmregisseurin. Der Film feierte seine Premiere beim Tribeca Film Festival und wurde allgemein mit guten Kritiken bedacht.
Wells ist seit 2000 mit dem Fotografen Mischa Richter verheiratet, die beiden haben zwei Kinder. Im Sommer 2014 zogen sie von London nach New York.

## Filmografie (Auswahl)

### Als Schauspielerin
- 1997: The Bill (Fernsehserie, Folge Downfall)
- 1997/2012: Casualty (Fernsehserie, 2 Folgen)
- 1998: The Sea Change
- 1998: Inspector Barnaby (Midsomer Murders; Fernsehserie, Folge: Ein böses Ende)
- 2001: Bridget Jones – Schokolade zum Frühstück (Bridget Jones' Diary)
- 2002: Morvern Callar
- 2002: Bertie and Elizabeth (Fernsehfilm)
- 2002: Churchill – The Gathering Storm (The Gathering Storm, Fernsehfilm)
- 2003: Liebesleid und Leidenschaft (I Capture the Castle)
- 2004: Sex Traffic (Miniserie, 2 Folgen)
- 2006–2008: Star Stories (Fernsehserie, 12 Folgen)
- 2007/2010: The IT Crowd (Fernsehserie, 2 Folgen)
- 2008: Franklyn – Die Wahrheit trägt viele Masken (Franklyn)
- 2009: Mr. Right
- 2009: Free Agents – Zweisam einsam (Free Agents; Fernsehserie, 3 Folgen)
- 2009–2011: Campus (Fernsehserie, 7 Folgen)
- 2011–2012: Spy (Fernsehserie, 16 Folgen)
- 2012–2014: Some Girls (Fernsehserie, 18 Folgen)
- 2013–2015: Doll & Em (Fernsehserie, 12 Folgen)
- 2015: Black Mountain Poets
- 2015: 45 Years
- 2015–2016: Blunt Talk (Fernsehserie, 20 Folgen)
- 2016: Stolz und Vorurteil und Zombies (Pride and Prejudice and Zombies)
- 2016: Younger (Fernsehserie, Folge 2x12)
- 2016: Bridget Jones’ Baby
- 2017: Ja, ich will... bis ich nein sage (I Do... Until I Don't)
- 2017: Liebe zu Besuch (Home Again)
- 2018: Zwischenstation (Boundaries)
- 2018: Furlough
- 2018: Can You Ever Forgive Me?
- 2018: Portlandia (Fernsehserie, Folge Rose Route)
- 2020: Dracula (Miniserie, 3 Folgen)
- 2020: Soulmates (Fernsehserie, Folge 1x1)
- 2020: The Stand In
- 2021: The Pursuit of Love (Fernseh-Miniserie, 3 Folgen)
- 2021: In 80 Tagen um die Welt (Around the World in 80 Days, Miniserie, Folge 8)
- 2021–2022: The Outlaws (Fernsehserie, 10 Folgen)
- 2022: Inside Man (Fernsehserie, 4 Folgen)
- 2023: And Just Like That … (Fernsehserie, 2 Folgen)
- 2023: Three Birthdays
- 2024: Die frei erfundenen Abenteuer von Dick Turpin (The Completely Made-Up Adventures of Dick Turpin, Fernsehserie, 5 Folgen)
- 2024: Hacks (Fernsehserie, 1 Folge)

### Hinter der Kamera
- 2013–2015: Doll & Em (Fernsehserie, 12 Folgen, Drehbuchautorin)
- 2019: Good Posture (als Regisseurin und Drehbuchautorin)